# Amphipoea albomaculata
Amphipoea albomaculata är en fjärilsart som beskrevs av Heydemann 1932. Amphipoea albomaculata ingår i släktet Amphipoea och familjen nattflyn. Inga underarter finns listade i Catalogue of Life.